# Болгарское имя
Болгарское имя состоит из личного имени, отчества и фамилии.
Наиболее узнаваемая форма имени, как правило, состоит из имени и фамилии. Такая система у болгар закрепилась во второй половине XX века. Раньше фамилией было отчество, дети именовались по отцу, его имени, прозвищу или одному из других видов общеславянских именований: Иван Петров Колев — сын Петра Колева, внук Колё и т. д.

## Имя
Современные личные болгарские имена принадлежат различным эпохам. Наиболее древними являются славянские имена, например, Боян, Владимир, Владислав, Драгомир, Радослав, Стоян. У этих имён есть краткие формы — Бойко, Владо, Драго, Миро, Радо, Славко, Стойко. Уменьшительные имена могут официально употребляться в качестве самостоятельных, «паспортных», имён.
С расселением древних славян на Балканах и расширением их связей с фракийскими племенами связано частичное заимствование древних фракийских и латинских имён.
С приходом праболгарских племён Аспаруха в славяно-болгарских землях появились праболгарские имена.
После принятия христианства в 865 году князем Борисом (получившим имя Михаил), его семьёй и боярами началось массовое проникновение христианских имён. Наиболее распространёнными среди последних были греческие имена, также распространены были древнееврейские и латинские.
Вопреки многовековому османско-турецкому владычеству и насаждению ислама, исконно мусульманские имена у болгар довольно редки и встречаются, главным образом, у потомков болгар-помаков и у смешанного населения.
В последние время болгары всё чаще заимствуют иностранные имена, особенно женские.

## Отчество
В болгарском языке отчества образуются путём прибавления к имени отца суффикса -ов/-ев, то есть способом, бытовавшим и в России. Например «Георги Иванов Иванов» — «Георги сын Ивана Иванова», «Ивайла Тодорова Стоянова» — «Ивайла дочь Тодора Стоянова». С начала 2000-х годов в случае рождения ребёнка у матери-одиночки отчество образуется путём прибавления суффикса -ов/-ев к имени матери.

## Фамилия
Болгарские фамилии схожи по написанию с русскими, но не всегда совпадают с ними по произношению и происхождению. Ударение в болгарских именах, отчествах и фамилиях непостоянно и может переходить на слог, различный от корня, например: имя Петър (произносится почти как Пе́тыр) → отчество и фамилия Петро́в. Оно падает на начальный слог (например: И́скров, Та́шев, Ва́зов, Бо́тев, Ште́рев), средний слог (например: Силя́нов, Киря́ков, Штиля́нов, Бори́сов) или конечный слог, то есть на суффиксы «ов» и «ев» (например: Ивано́в, Петро́в, Димитро́в).
Раньше во избежание совпадения при произношении отчества и фамилии «Иванов» существовала искусственная книжная норма: отчество надо было произносить: Ива́нов, а фамилию произносили: Ивано́в (например: Иван Ива́нов Ивано́в). Из-за этого имена некоторых известных личностей в России стали известны в неправильном произношении. Например: Маргре́т Нико́лова и Ли́ли Ивано́ва известны в России как Маргари́та Ни́колова и Ли́ли Ива́нова. Дело в том, что «Нико́лова» и «Ива́нова» являются отчествами этих женщин, но они, будучи артистками, использовали свои отчества в качестве фамилий. С самого начала их популярности в Болгарии говорят: Ли́ли Ивано́ва, а в России произносят, соблюдая устаревшее правило произношения отчества: Ли́ли Ива́нова.
Эта книжная норма не прижилась и не перешла в разговорный язык и в настоящее время не соблюдается: фамилию и отчество «Иванов» произносят одинаково: Иван Ивано́в Ивано́в.
Фамилия ребенку даётся тремя способами:
1. По фамилии отца или матери
2. По имени одного из дедов
3. Путём соединения фамилий отца и матери (через дефис)

### Фамилия в семье
Статья 12 Семейного кодекса Болгарии гласит: 
При составлении акта для заключения гражданского брака каждый из вступающих в брак заявляет о сохранении своей фамилии или принятии фамилии своего партнёра, или добавлении фамилии партнёра к своей фамилии. В качестве фамильного имени может быть принято или добавлено имя одного из партнёров, с которым он известен в обществе.
В XX веке при заключении гражданского брака женщины почти всегда принимали фамилию своего супруга. Сейчас всё более усиливается тенденция к добавлению фамилии супруга через дефис.